# Walpertskirchen
Walpertskirchen è un comune tedesco di 1 980 abitanti, situato nel land della Baviera.